# Forclusión
Forclusión es un concepto elaborado por Jacques Lacan para designar el mecanismo específico que opera en la psicosis por el cual se produce el rechazo de un significante fundamental, expulsado del universo simbólico del sujeto. Cuando se produce este rechazo, el significante  está forcluido. No está integrado en el inconsciente. La no inscripción del significante en el inconsciente es un mecanismo mucho más radical que el de la represión. Así como para los contenidos que fueron objeto de la represión, el retorno de lo reprimido es un proceso psíquico que ocurre a través de diversas formaciones del inconsciente (sueños, actos fallidos, síntomas neuróticos), en el caso de la forclusión (mecanismo por excelencia de la psicosis) el retorno es en forma alucinatoria, es decir, lo forcluido retorna en lo real.
Para la teoría psicoanalítica lacaniana la psicosis puede explicarse a través de este regreso de los contenidos forcluidos que retornan alucinatoriamente (retorno que, expresado en el lenguaje técnico lacaniano, se produciría "en lo real").
El mecanismo se instala porque durante la temprana infancia (antes de los cinco años) se produciría un repudio o rechazo inconsciente a la función paterna (que corresponde al significante fundamental), lo que implica una ausencia de La Ley en el registro de Lo Simbólico. La estructura psicótica se daría al no existir esta inscripción de la ley en el inconsciente, puesto que es la que mantiene el orden en el pensar (en correspondencia con el principio de realidad).
La forclusión puede deberse ya sea a que la madre no ha sabido transmitir la función paterna (ha considerado a "su" hijo o hija como 'propiedad' o 'apéndice ' suyo, o todo lo contrario, le ha despreciado absolutamente), o ya sea porque el padre o quien debería haber cumplido la función paterna, por sus actitudes (sadismo, etc.) ha sido repudiado inconscientemente durante la temprana infancia.
Jacques Lacan, el introductor del término, lo tomó del derecho. En el "Seminario sobre la Psicosis" (Seminario III) planteó la estructura de la psicosis como efecto de la "forclusión" del significante del Nombre del Padre.

## Etimología
Término inicialmente usado en el ámbito del derecho, compuesto por las palabras latinas: foris (fuero, foro) y claudere (cerrar); en tal sentido forclusión posee el significado de excluir y rechazar de un modo concluyente.

## Historia del concepto forclusión
El término "forclusión" fue introducido por Jacques Lacan en la última clase de su Seminario dedicado a Las Psicosis, el 4 de julio de 1956. 
La génesis de este concepto se remonta a la noción de alucinación negativa, utilizada por Hippolyte Bernheim para designar la falta de percepción de un objeto presente en el campo del sujeto, después de la hipnosis. Sigmund Freud tomó el sentido de esta noción aplicándole el término alemán Verwerfung (desmentida) en 1894, en el tercer apartado de su artículo "Las neuropsicosis de defensa", a propósito de la psicosis alucinatoria: "Existe un tipo de defensa mucho más enérgica y mucho más eficaz, que consiste en que el yo rechaza (en alemán verwirft) la representación intolerable, simultáneamente con su afecto, y se comporta como si la representación no hubiera llegado jamás al yo". Pero el texto freudiano en el que Lacan se ha basado principalmente para promover su noción de forclusión (falta del nombre del padre) es, sin duda, "Historia de una neurosis infantil", en el que los términos verwerfen y Verwerfung (Desmentida) son repetidamente utilizados. El pasaje más demostrativo es aquel en el que se propone la coexistencia, en el sujeto, de tres actitudes distintas respecto de la castración: "[...] la tercera corriente, la más antigua y la más profunda, que había pura y simplemente rechazado (verworfen) la castración y en la cual no se trataba todavía de juzgar sobre la realidad de ésta, esta corriente era todavía reactivable. En otro lugar he comunicado una alucinación que dicho paciente tuvo a la edad de cinco años [...]".
Si bien la Verwerfung (Desmentida) y la Verdrängung   (represión) se diferencian claramente en uso y connotación en los escritos freudianos, no sucede lo mismo con los términos Verneinung (negación) y Verleugnung  (renegación), introducidos en la teoría en la década 1920-1930. Verneinung  es el nombre del mecanismo verbal mediante el cual lo reprimido es reconocido de manera negativa por el sujeto, sin ser, no obstante, aceptado. La Verleugnung designa la negativa del sujeto a reconocer la realidad de una percepción: por ejemplo, la falta de pene en la madre. Asimismo, se encuentran en Freud otros términos, distintos a Verwerfung, utilizados en un sentido que parece autorizar, de acuerdo con el contexto, una aproximación al concepto de repudio: ablehnen (apartar, rehusar), aufheben  (suprimir, abolir). Y en contraposición, el término Verwerfung  no siempre corresponde, en Freud, al significado de repudio: está usado en, por lo menos, otras dos acepciones diferentes de la mencionada. Una es el sentido amplio de un rechazo que puede ejercerse aun en forma de represión; y otra es el sentido de un rechazo que adopta la forma de un juicio consciente de condenación.
Paralelamente, en Francia, Édouard Pichon introducía el término "escotomización" para designar el mecanismo de ceguera inconsciente mediante el cual el sujeto hacía desaparecer hechos desagradables de su memoria o su conciencia. En 1925, una polémica opuso a Freud y René Laforgue a propósito de esta palabra. Laforgue proponía traducir por escotomización tanto la renegación (Verleugnung) como otro mecanismo, propio de la psicosis y sobre todo de la esquizofrenia. Freud se negó a seguirlo y distinguió la Verleugnung respecto de la Verdrängung. La situación que describía Laforgue suscitaba la idea de una anulación de la percepción, mientras que la expuesta por Freud mantenía la percepción en el marco de una negatividad. Desde el punto de vista clínico, esta polémica no hace sino revelar la falta de un término específico para designar el mecanismo de rechazo propio de la psicosis, término faltante en el vocabulario freudiano, a pesar de la exigencia constante en Freud por hallarlo y definirlo.
En el año 1928, en Francia, Édouard Pichon publica (en colaboración con Jacques Damourette) un artículo titulado "Sur la signification psychologique de la négation en français". A partir de la lengua, toma del discurso jurídico el adjetivo "forclusivo" para significar que el segundo miembro de la negación en francés se aplica a hechos que la persona que habla ya no encara como formando parte de la realidad: son hechos forcluidos. El ejemplo en el que se basan los autores es un artículo periodístico sobre circunstancias ligadas al "caso Dreyfus". Pichon y Damourette dicen: "La lengua francesa, mediante el forclusivo, expresa el deseo de escotomización, traduciendo de tal modo el fenómeno normal del cual la escotomización descrita en patología mental por M. Laforgue y uno de nosotros [Pichon] es la exageración patológica".
En 1954, Lacan comenzó a actualizar la cuestión del forclusivo y la escotomización en oportunidad de un debate con el filósofo hegeliano Jean Hyppolite, quien abordaba la cuestión a través de la Verneinung, que se proponía traducir como denegación. Por su parte, Lacan se inspiró en el trabajo de Merleau-Ponty, Phénoménologie de la perception, para proponer la alucinación como "fenómeno de desintegración de lo real", componente de la intencionalidad del sujeto. En el seno de este diálogo, Lacan comenta el caso freudiano del Hombre de los Lobos, dando como equivalente francés de 'Verwerfung  la palabra retranchement  (supresión). Dos años más tarde, en su Seminario, al retomar la distinción freudiana entre neurosis y psicosis, después de comentar intensamente la paranoia de Schreber y elaborar el significante nombre-del-padre, propuso traducir Verwerfung por forclusión. Se entiende por tal el mecanismo específico de la psicosis, consistente en el rechazo primordial de un significante fundamental, que queda expulsado (forcluido) del universo simbólico del sujeto. Los significantes que sufren este destino retornan en lo real, en una alucinación o un delirio que invaden la palabra y la percepción del sujeto.
Esta interpretación de Lacan permite resolver el problema que Freud había dejado planteado en el Historial de Schreber, al desechar la proyección como mecanismo explicativo del fenómeno psicótico manteniendo la radical diferencia de éste respecto de los síntomas de las psiconeurosis: "No era exacto decir que la sensación reprimida en el interior se proyectaba al exterior; más bien reconocemos que lo que había sido suprimido en el interior retorna desde el exterior". A lo largo del Seminario 3 (titulado Las psicosis), y basándose en el texto freudiano "La negación", Lacan define el repudio a partir de un proceso primario que comporta dos operaciones complementarias: la Einbeziehung ins Ich (la introducción en el sujeto), y la Ausslossung aus dem Ich (la expulsión fuera del sujeto). A la primera de estas operaciones la denomina en alemán Bejahung (proposición, afirmación) primaria. La segunda constituye lo real: el dominio que persiste fuera de la simbolización. Esta etapa, previa a toda articulación simbólica (anterioridad lógica, no cronológica), es primordial en la relación del sujeto con el símbolo —es decir, con el lenguaje—. "Puede entonces suceder que algo primordial en lo tocante al ser del sujeto no entre en la simbolización, y sea, no reprimido, sino rechazado...En el origen hay pues Bejahung, a saber, afirmación de lo que es, o Verwerfung". Los significantes sometidos a la Bejahung sufrirán diversos destinos (por ejemplo, la Verdrängung); lo afectado por la Verwerfung primitiva sufrirá otro: se manifestará en lo real.
J. Lacan termina la última clase del Seminario 3 proponiendo el término "forclusión": "No retorno a la noción de Verwerfung de la que partí, y para la cual, luego de haberlo reflexionado bien, les propongo adoptar definitivamente esta traducción que creo la mejor: la forclusión". Una anotación de los responsables del establecimiento y traducción al español del texto de este Seminario (Diana Rabinovich y Jacques-Alain Miller), fechada en 1984, aclara que: 

"clásicamente este término tenía dos acepciones en francés:

1) En derecho: el vencimiento de una facultad o derecho no ejercido en los plazos prescritos*.
2) Figurativamente: exclusión forzada, imposibilidad de entrar, de participar.
En castellano no existe ningún equivalente exacto. Por otra parte, su difusión ha precedido la publicación del Seminario 3, y forclusión se ha vuelto de uso habitual en el ambiente psicoanalítico. En relación con esta difusión y al hecho de que el Petit Robert (1978), del cual están tomadas las dos acepciones anteriores, incluye una tercera acepción:
3) Psicoanálisis: mecanismo que está en el origen de los estados psicóticos, 

hemos decidido mantener el término forclusión, que aparece pues como un vocablo específicamente psicoanalítico y vinculado a la teoría de Jacques Lacan".

- En efecto en el derecho legal francés la palabra forclusión se define como: "La forclusion, en droit, est l’extinction de la possibilité d’agir en justice pour une personne qui n'a pas exercé cette action dans les délais légalement prescrits". (La forclusión, en derecho, es la extinción de la posibilidad de actuar en justicia para una persona que no ha ejercido su derecho dentro de los plazos legalmente prescritos).